# Koeberlinia
Koeberlinia — рід квіткових рослин. Це єдиний рід родини Кеберлінієвих. Крім того, його розглядають як член Capparaceae.

## Види
Koeberlinia включає два види:
- Koeberlinia holacantha W.C. Holmes, K. L. Yip & Rushing – родом із Болівії
- Koeberlinia spinosa Zucc. – походить із південного заходу США та північної Мексики